# Кляйне-Эмме
Кляйне-Эмме — река кантона Люцерн, Швейцария, левый приток реки Ройса.
Своё начало водный поток берёт на северном склоне в восточной части хребта Бринцер-Ротхорн на юго-западе кантона Обвальден. Далее в него впадает множество притоков, в том числе река Вальдэмме. В верхнем течение река направляется на северо-запад через долину Мариенталь (Швейцария). В месте слияния рек Вальдэмме и Вайсэмме у Шюпфхайма река получает название Кляйне-Эмме. Её длина составляет собственно 37 км. У Вольхузена река совершает резкий поворот на восток и течёт параллельно хребту Пилатус. В двух километрах на юго-запад от города Люцерн она впадает в реку Ройс.
В 18-м столетии в реке мыли золото. Сегодня между Хасле и Вольхаузеном вдоль реки проходит туристическая тропа Wasserweg Kleine Emme.